# 驚艷一槍
《驚艷一槍》是溫瑞安所著的武俠小說，是溫瑞安「說英雄，誰是英雄」十部系列中的第三部。曾被無綫電視改編成電視劇。
《驚艷一槍》在香港由敦煌出版社出版，全四冊。台灣則由萬盛出版有限公司出版，分上、下兩冊。

## 劇情概述
北宋權相蔡京令王小石剷除諸葛，卻設局讓王小石刺殺假諸葛—龍八，以試探王小石的忠心，王小石一一應付，終取得信任，結果卻是他的黨羽傅宗書被王小石擊殺，王小石為此隱逃三年。蔡京再令元十三限對鼎諸葛，而諸葛與元十三限本屬同門師兄弟，因數十年前為一女子小鏡的緣故，結下不可開解的仇怨。於是有了元十三限派的六合青龍與諸葛派的天衣居士、四大名捕荒山決戰。